# تيرابين البلقان
تيرابين البلقان أو تيرابين بحر قزوين الغربي (الاسم العلمي: Mauremys rivulata) هي نوع من سلاحف المياه العذبة. تنتمي إلى فصيلة حمسيات أرضية. تعيش في منطقة شرق البحر الأبيض المتوسط. وتعد من السلاحف آكلة اللحوم. يمكن أن يصل طول صدفتها إلى 25 سم، على الرغم من أن طول السلاحف الصغيرة يتراوح ما بين 3 إلى 4 سم فقط.

## التسمية
اسم "تيرابين" مشتق من torope، وهي كلمة في لغة ألغونكويان تشير إلى نوع السلاحف ذات ظهر المعين (Diamondback terrapin)، ويبدو أن المصطلح أصبح جزءًا من الاستخدام الشائع خلال الحقبة الاستعمارية لأمريكا الشمالية ونقل إلى بريطانيا العظمى، ومنذ ذلك الحين، استخدم في الأسماء الشائعة للاختبارات في اللغة الإنجليزية.

## الانتشار والموطن
تتواجد هذه السلاحف في شبه جزيرة البلقان (ألبانيا والبوسنة والهرسك وبلغاريا وكرواتيا ومقدونيا الشمالية والجبل الأسود وصربيا واليونان)، وعدد من جزر البحر الأبيض المتوسط بما في ذلك كريت وليسفوس وقبرص وفي الشرق الأوسط (فلسطين والأردن ولبنان وسوريا وتركيا). وفي بعض الجزر اليونانية والتركية حيث توجد التضاريس الرطبه، وقد تكون مهددة بالإبادة.

## الوصف

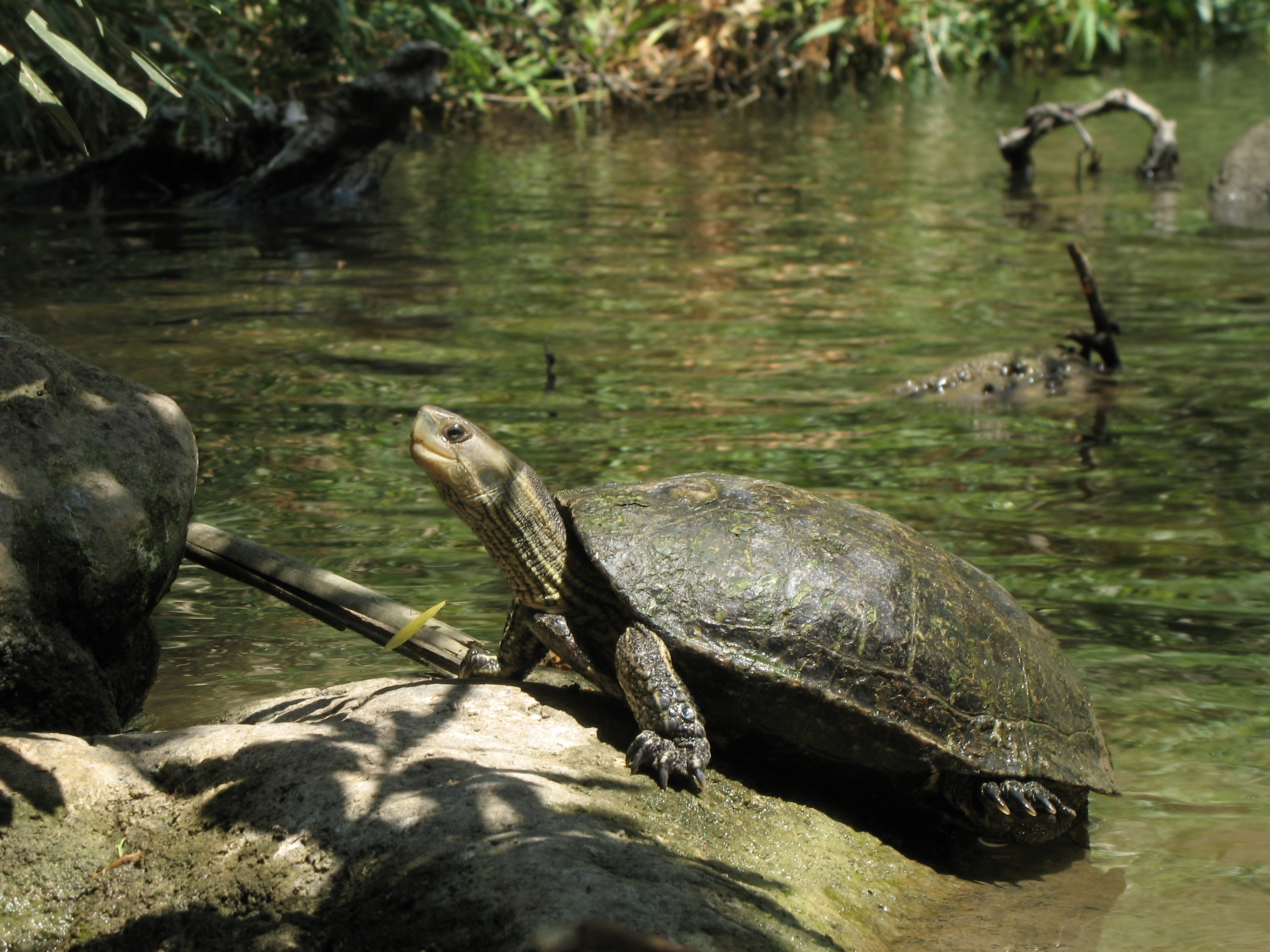
سلحفاة البلقان تخرج من النهر

سلحفاة البلقان كبيرة إلى حد ما، ويصل طول صدفتها إلى 25 سـم (9.8 بوصة)؛ عادة ما يتراوح طول السلاحف الصغيرة من هذا النوع بين 3 و 4 سنتيمتر (1.2 و 1.6 بوصة). يبلغ متوسط طول صدفة الذكور حوالي 15 سـم (5.9 بوصة)؛ تكون الإناث أكبر قليلاً. يتراوح لون سطح السلاحف من الأسود إلى الأخضر الزيتوني، والصدفة سوداء، على الرغم من أنها تتلاشى كثيرًا مع تقدم السلاحف في العمر. يحتوي هذا النوع أيضًا على خطوط صفراء أفقية تمتد على طول الرقبة والأطراف.

## نظام عذائي
سلاحف البلقان هو نوع آكل اللحوم، يأكل اللحوم والجيف والنباتات على حد سواء، وتتغذى السلاحف الأصغر سنًا بشكل رئيسي على الديدان والقواقع وغيرها من اللافقاريات والحشرات الصغيرة، بالإضافة إلى جثث البرمائيات. ولكن مع تقدمها في السن وكبر حجمها فإنها تأكل الطحالب والنباتات المائية.

## المخاطر والبيئة
تتواجد هذه الأنواع في الغالب في الأراضي المنخفضة، حيث الرطوبة، بما في ذلك المستنقعات والأنهار والبرك، على الرغم من أنها تضع بيضها في مناطق الأراضي العشبية.
عندما تفقس السلاحف الصَّغيرة تواجه أخطاراً كبيرة، وتكون معرَّضة كثيراً للافتراس، ومن أبرز مفترسيها الخنازير البرية والطيور (مثل الغربان)، كما تواجه قبل أن تفقس خطر آكلي البيوض مثل الأفاعي وبعض أنواع السحالي. وأما السلاحف البالغة، فإنَّ من أبرز مفترسيها النسور وبعض أنواع الثدييات المفترسة مثل النمس الذي يتغذى أيضًا على بيض السلحفاة، على الرغم من أن هذه السلاحف آكلة اللحوم قد تفترس السلاحف الأصغر منها سنًا ذات الأصداف الأكثر ليونة.

## التفاعلات مع البشر
تسبب السلوك البشري الذي يؤثر على موطن الأنواع في انخفاض أعدادها. وتأتي أكبر التأثيرات من التحضر، ومشاريع هندسة المياه، والنفايات الصناعية الناجمة عن البناء. في الجزء الشمالي من موطنها، قد تدخل هذه الأنواع في حالة سبات خلال فصل الشتاء. على الرغم من أن السلاحف البرمائيات قد تقبل الخبز الذي يقدمه البشر، إلا أنها لا تمتلك الإنزيمات اللازمة لهضمه، وبالتالي فإن مثل هذه العروض ضارة بصحتها.